# PowerPC 603

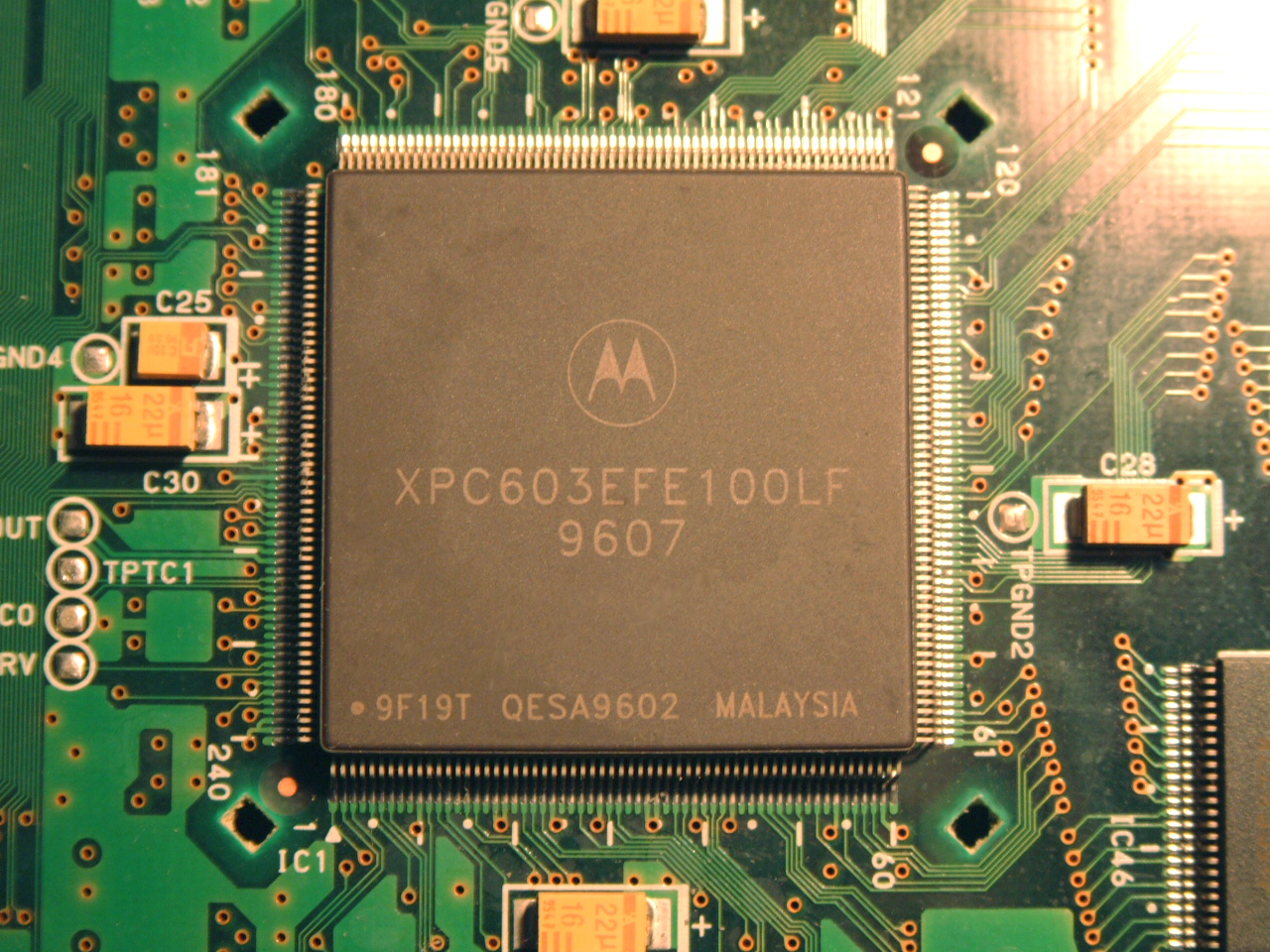
Motorola PowerPC 603 100 MHz

PowerPC 603 to mikroprocesor superskalarny implementujący (z wyjątkami) założenia architektury PowerPC. Ma możliwość kończenia 3 rozkazów w jednym takcie zegarowym, wyposażony został w mechanizm umożliwiający przełączenie nieużywanych jednostek w stan małego poboru mocy, oraz posiada niezależne pamięci podręczne, po 8 KiB każda, dla rozkazów i dla danych. Zgodnie z przyjętą przez firmę Apple praktyką oznaczania serii procesorów własnymi nazwami handlowymi, należy do rodziny mikroprocesorów PowerPC drugiej generacji (G2).

## Charakterystyka

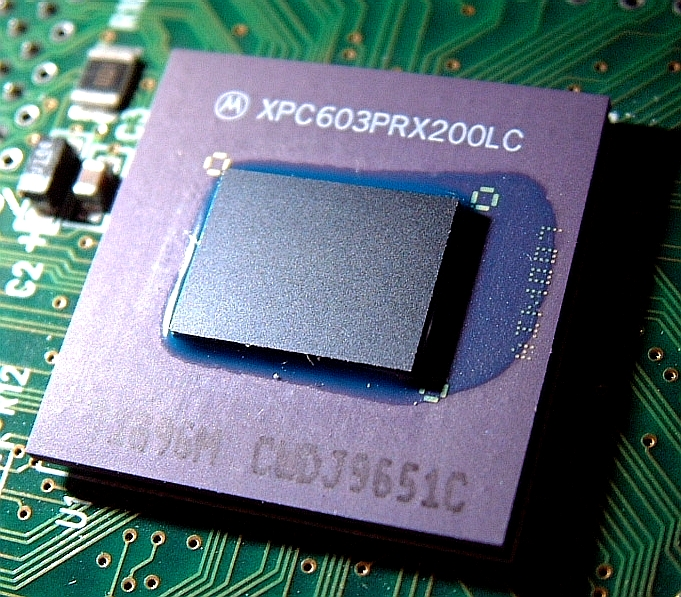
Motorola PowerPC 603 200 MHz w ceramicznej obudowie

### PowerPC 603
- data wprowadzenia na rynek: kwiecień 1995
- technologia produkcji: 0,50 µm.
- liczba tranzystorów: 1,6 milionów
- powierzchnia układu: 83 mm²
- częstotliwość zegara: 66, 75 lub 80 MHz
- szyna danych: adresowa – 32 bit, danych – 64 bit
- częstotliwość taktowania magistrali: 33, 40 lub 50 MHz
- napięcie zasilania: 3,3 V
- rozmiar pamięci podręcznej: 16 KB
- pobór mocy: 3,5 W przy 80 MHz
- wydajność:
  - 80 MHz: SPECint92: 75 / SPECfp92: 85

### PowerPC 603e/603ev
- data wprowadzenia na rynek: kwiecień 1996
- technologia produkcji: 0,50 µm lub 0,30 µm.
- liczba tranzystorów: 2,6 milionów
- powierzchnia układu: 83 mm² lub 98 mm²
- częstotliwość zegara: od 100 do 300 MHz
- szyna danych: adresowa – 32 bit, danych – 64 bit
- częstotliwość taktowania magistrali: 33, 40 lub 50 MHz
- napięcie zasilania: 2,5 lub 3,3 V
- rozmiar pamięci cache: 16 lub 32 KB
- wydajność:
  - 100 MHz: SPECint92: 120 / SPECfp92: 105
  - 200 MHz: SPECint95: 5,6 / SPECfp95: 4,9
  - 300 MHz: SPECint95: 7,4 / SPECfp95: 6,1

PowerPC 603e znalazły zastosowanie między innymi w satelitach Iridium oraz jako jednostki obliczeniowe przeciwpodwodnych torped lekkich Mark 54.